# Xanthia rosina
Xanthia rosina là một loài bướm đêm trong họ Noctuidae.